# Lone Star Cruiserweight Championship
Il Lone Star Cruiserweight Championship, nato come NWA Houston Junior Heavyweight Championship, è stato un titolo di wrestling promosso dalla Lone Star Championship Wrestling, inizialmente affiliata alla National Wrestling Alliance (NWA) e attiva principalmente nel territorio del Texas.
Il titolo fu attivo dal 2008 al 2016, anno di chiusura della federazione.

## Storia
Il titolo fu introdotto come alloro secondario (dietro il NWA World Junior Heavyweight Championship) dalla NWA Houston nel 2008, che rese Bolt Brady, vincitore di una battle royal, il suo campione inaugurale. Quando la federazione cambiò nome in NWA Lone Star nel 2011 il titolo cambiò nome di conseguenza, e quando questa terminò l'affiliazione con la NWA portò con sé il titolo, rinominandolo semplicemente in Lone Star Cruiserweight Championship, perdendo il riconoscimento da parte della National Wrestling Alliance.

## Albo d'oro
| Legenda  |                                                                               |
| -------- | ----------------------------------------------------------------------------- |
| #        | Indica il numero del regno titolato                                           |
| Regno    | Viene indicato il numero del regno del campione                               |
| Data     | La data in cui il titolo è stato vinto                                        |
| Località | Indica il luogo in cui il titolo è stato vinto                                |
| Note     | Indica notizie particolari riguardanti i cambi di titolo o altre informazioni |

| #  | Campione      | Regno | Data              | Giorni | Località       | Evento                        | Note | Fonti  |
| -- | ------------- | ----- | ----------------- | ------ | -------------- | ----------------------------- | --- | ------ |
| 1  | Bolt Brady    | 1     | 8 aprile 2011     | 63     | Cypress, Texas | April's Fools                 | In una battle ryoal per decretare il campione inaugurale del NWA Houston Junior Heavyweight Championship. | [ 2 ]  |
| 2  | ACH           | 1     | 10 giugno 2011    | 28     | Cypress, Texas | Showdown - Tennessee vs Texas | | [ 3 ]  |
| 3  | Mr. B         | 1     | 8 luglio 2011     | 1      | --             | --                            | Vincendo il titolo a tavolino, a seguito di un infortunio di ACH. |        |
| 4  | Kevin Douglas | 1     | 8 luglio 2011     | 98     | Cypress, Texas | Independence Explosion        | Durante questo regno il titolo il territorio cambiò nome in NWA Lone Star, con il titolo che fu rinominato in NWA Lone Star Junior Heavyweight Championship.                                                                   | [ 4 ]  |
| —  | Vacante       | —     | 6 ottobre 2011    | —      | —              | —                             | Il titolo fu reso vacante quando Douglas vinse il NWA World Junior Heavyweight Championship. |        |
| 5  | Rudy Russo    | 1     | 9 dicembre 2012   | 126    | Cypress, Texas | Christmas Carnage             | In uno spareggio per riassegnare il titolo vacante contro Bolt Brady. | [ 5 ]  |
| 6  | David Duperon | 1     | 13 aprile 2012    | 28     | Cypress, Texas | Shut Up & Wrestle             | | [ 6 ]  |
| 7  | Rudy Russo    | 2     | 11 maggio 2012    | 28     | Cypress, Texas | Retribution                   | In un 4-way match che comprendeva anche Kevin Douglas e Mysterious Q e in cui il primo schienamento (ottenuto da Douglas) era valido per il NWA World Junior Heavyweight Championship.                                         | [ 7 ]  |
| 8  | David Duperon | 2     | 8 giugno 2012     | 189    | Cypress, Texas | Hotter than Hell              | | [ 8 ]  |
| 9  | Mike Dell     | 1     | 14 dicembre 2012  | 127    | Cypress, Texas | Christmas Carnage             | | [ 9 ]  |
| 10 | Ray Rowe      | 1     | 20 aprile 2013    | 90     | Houston, Texas | Parade of Champions           | | [ 10 ] |
| 11 | Ricky Starks  | 1     | 19 luglio 2013    | 28     | Cypress, Texas | Explosion                     | | [ 11 ] |
| 12 | Rudy Russo    | 3     | 16 agosto 2013    | 288    | Cypress, Texas | Shakedown                     | | [ 12 ] |
| 13 | Danny Ramons  | 1     | 31 maggio 2014    | 483    | Cypress, Texas | House show                    | Nel novembre 2014 la federazione lasciò la National Wrestling Alliance, cambiando nome in Lone Star Championship Wrestling. Il titolo perse il riconoscimento NWA, venendo rinominato in Lone Star Cruiserweight Championship. | [ 13 ] |
| 14 | Americos      | 1     | 26 settembre 2015 | --     | Cypress, Texas | House show                    | |        |
| —  | Disattivato   | —     | gennaio 2016      | —      | —              | —                             | Il titolo fu disattivato con la chiusura della federazione. |        |